# 卡马垫柳
卡马垫柳（学名：Salix kamanica）是杨柳科柳属的植物，是中国的特有植物。分布于中国大陆的云南、西藏等地，生长于海拔4,000米至4,230米的地区，多生于山坡上，目前尚未由人工引种栽培。